# Ekonomika Španělska
Ekonomika Španělska je vysoce rozvinutým sociálně tržním hospodářstvím. Je 14. největší na světě podle nominálního HDP a šestá největší v Evropě. Španělsko je členem Evropské unie a eurozóny, stejně jako Organizace pro hospodářskou spolupráci a rozvoj a Světové obchodní organizace. V roce 2023 bylo Španělsko 18. největším vývozcem na světě. Mezitím, v roce 2022, bylo Španělsko 15. největším dovozcem na světě. Španělsko je uvedeno na 27. místě v indexu lidského rozvoje OSN a na 29. místě v HDP na hlavu Mezinárodního měnového fondu. Některé hlavní oblasti hospodářské činnosti jsou automobilový průmysl, lékařská technika, chemikálie, stavba lodí, cestovní ruch a textilní průmysl. Mezi členy OECD má Španělsko vysoce účinný a silný systém sociálního zabezpečení, který tvoří zhruba 23 % HDP.

## Ekonomická struktura

### Zemědělství
Španělsko je největším pěstitelem oliv na světě. Dále je známá produkce vinné révy, citrusů, zeleniny, korkového dubu aj.
Oblastí největší produkce zeleniny (především rajčat, paprik a okurek) v Evropě je okolí andaluské Almeríe. Zelenina se tam pěstuje v pařnících z bílých plastových fólií na ploše 30 000 ha, která je rozdrobena mezi 16 000 rodinných farem. Celková produkce dosahuje až 2,5 milionu tun zeleniny ročně. Pěstují se tu speciálně vyšlechtěné trvanlivé odrůdy, navíc se sklízejí před úplným dozráním, proto nevynikají svou chutí. Rostliny jsou usazeny v pytlích s nadrceným vulkanickým substrátem, závlaha, živiny i hnojivo je jim dodávaná hadičkami se senzory. Sklízí se po celý rok. V oblasti pracuje až 80 000 zaměstnanců, převážně cizinců. Okolí Almeríe je slunečné (až 330 dnů v roce) a voda je získávána pomocí hloubkových vrtů z podzemních pramenů, objevených v 60. letech 20. století. Největšími konkurenty Španělska v produkci zeleniny jsou Nizozemsko, Maroko, Alžírsko a Turecko.

### Průmysl
Hlavní složky španělského průmyslu jsou dopravní (automobily, lodě) a lehké strojírenství (kuchyňské elektrospotřebiče). Výroba aut probíhá např. ve městech Martorell (Seat), Valencie (Ford), Vigo (Citroen, Peugeot), Valladolid (Renault), Zaragoza (Opel) a Pamplona (Volkswagen). Velký rozvoj zaznamenal chemický průmysl. Významné je i obuvnictví, oděvní průmysl (se zaměřením na módní doplňky), potravinářství a zpracování korku.

### Maloobchod
V roce 2020 dominoval sektoru distribuce potravin řetězec Mercadona (24,5% podíl na trhu). Další byli Carrefour (8,4%), Lidl (6,1%), DIA (5,8%), Eroski (4,8%), Auchan / Alcampo (3,4%), regionální distributoři (14,3%) a ostatní drobní (32,7%).

### Cestovní ruch
Španělsko patří díky přírodní i kulturněhistorické atraktivitě k nejnavštěvovanějším zemím světa.